# 乾杯

祝宴における乾杯の様子。1888年の絵画

乾杯（かんぱい）は、宴席において主導者の合図により、共に酒を飲む儀礼である。

## 日本
家庭内から宴席に至るまで広く行われている。場の主催者、またはその指名者が音頭を取り、酒などを注いだ盃やコップを掲げ、「乾杯」と唱和したのち口にする。
晩餐会のように改まった会食から酒宴に至るまで、参加者全員が揃った事を契機に、食事や飲み物に手をつけるきっかけとして行われることが多い。遅れて来る者が居る場合、定刻に行ったうえで到着後も改めて行ったり、定刻前に練習と称して飲み始めることもある。基本的にしきたりなので、地域差（都道府県から社内部署に至るまで）や個人差がある。
起源は、古代に神酒を神や死者のために捧げた宗教的儀式が転じ、仲間の健康や成功を祈念し祝福する儀礼となった。現在の様式は日本古来のものより、ヨーロッパ文化の影響がみられる。なお、神前結婚式の三々九度や、キリスト教系結婚式後の祝宴（おもにシャンパンが用いられる）など、儀式として祈りや祝いを祈念する行為も、会食・酒宴によらない、乾杯の一種に分類される。
古くは宴会で盃の交換が行われていたが、近代に衛生上の問題が認識され、代わりに乾杯が奨励された。

### 手順
流れの一例を示す。地域や会席の趣旨、参加者の構成によって異なる可能性がある。
1. 音頭を取る者の合図や場の雰囲気で、参加者が乾杯を意識する
2. 居住まいを正す（状況によって起立や正座をする）
3. 参加者全員がグラスを手にするまで待つ
4. 音頭を取る者が、会席の趣旨や挨拶を簡潔に述べる（長くなるのはマナー違反。1分30秒が目安）
5. 音頭を取る者が「乾杯」と掛け声（“発声”という）をし、参加者が唱和する
6. 酒器を目の高さ位に掲げ、会席の趣旨に沿った念を込める
  1. ビールジョッキは、近くの者同士（隣の席や向かい側）、互いに打ち付けて音を出す事が多い
  2. ワイングラスは、基本的に打ち付けない（特に、改まった席では避ける）
7. 酒器に口をつける（アルコールが飲めない者は形だけ、またはソフトドリンクで行う）
  1. 飲み干してもよいが、必須では無い
8. 酒器を置き、拍手する（献杯の場合はお辞儀など）

甫守謹吾によれば、乾杯のやり方は次のとおり。デザート・コースにおける主人側のあいさつののち、主人側が起立し「乾杯の辞」をのべ、客側がこれに和して乾杯する。次に客側が起立し総代が「乾杯の辞」をのべ、主人側がこれに和して乾杯する。乾杯するときはさかずきを眼の高さまであげ、主人に注目し、次に客どうし目礼をかわし、男性は自分の右側の女性と、女性は自分の左側の男性と、さかずきのふちをかるく接触させ、これをのみほす。最初は主人側の乾杯の辞で半分ほどのみ、次に客側の乾杯の辞でぜんぶのみほす。

#### 献杯
葬儀や法事などの弔事においては、献杯（けんぱい）と呼び変えられる。
主な違いは、掛け声と唱和が「献杯」になるとともに、酒器を打ち付けず、その後を沈黙（黙祷）で迎えることなどである。なお、本来の意味である「敬意を表すため、杯を献ずる」こととして、乾杯と同じく慶事に行う地域もあるという。

#### 西洋料理の場合
西洋料理（洋食）でワインやシャンパンで乾杯する場合、特に改まった席では、起立したりグラスを打ち付ける事はしない（どちらも音を立てるので）。親しい者同士の場合は特に制約は無いが、繊細なグラスを破損しないよう、特に配慮が必要。例えばシャンパングラスは、縦長のフルート型より平たいソーサー型が乾杯用とされている。またロシアなどに見られるトーストという乾杯は協調性やハーモニーなどの意味が含まれている。

#### 日本料理の場合
日本料理（和食）の場合、和室では正座して日本酒で行うことが多い。儀礼的に改まった場では、ガラスグラスや陶製のお猪口ではなく、本来の盃（杯）が用いられることもある。

### 文化
「乾杯」は、祝辞の言葉、勢いのある言葉として利用されるので、書籍、テレビドラマ、楽曲など、数え切れないさまざまな作品に利用されている。特に、その物事を祝い、発展を願うものにつけることが多く、その場合には、「○○に乾杯」と称されることが多い。
沖縄民謡に「乾杯さびら」というのがあり、乾杯の繰り返しである。宮古島ではオトーリと呼ばれる中国式の乾杯を元にした文化がある。車座になり、親が立ち上がり、口上を述べ、まず一杯飲み、次にまわす。また親も飲む。一周してから次の親が立ち上がり、また同じことをする。

#### 代表的な場面
- 新年：お屠蘇で、その年の家族の健康などを祈念する
- 歓送迎会：職場の異動などで、対象者を激励するために行われる
- 祝賀会：慶事を記念して行うが、胴上げなどは飲む前に行うことが望ましい
- 盃事：本来は、結婚式や養子縁組、徒党の結成など「縁」を結ぶ儀式だったが、現在は暴力団における親分・子分、兄弟分の縁を結ぶ儀式を指す。
- 鏡割り：慶事において、酒樽の蓋を木槌で割って開ける鏡割りが行われた後、その酒で乾杯が行われる。便宜上、事前に用意された酒で行うこともある。

### 乾杯の悪ふざけ
急性アルコール中毒等への理解がない社会では、乾杯を文字通り「酒器を干すこと」として一気飲みを強要した上で、空いたグラスに酒を満たし、これを複数の上位者（先輩、上司など）が連なって行い酔いつぶさせるなどの行為が横行することがある。また近年では乾杯と称して、テキーラショットの一気飲み強要も横行している。
日本では、大学の新入生などアルコール飲用の経験のない未成年者が急性アルコール中毒などで死亡し、強引に飲ませた上位者が損害賠償を命じられている。
急性アルコール中毒に至らなくても意識が混濁した状態では、吐瀉物で気道が閉塞し窒息死するリスクが高く、しばらく目を離しただけで取り返しの付かない事態を招いた事例が多い。

## 中国
中国では、敬意の表明として杯の酒を飲み干すという文化がある。宴席で何度も行う乾杯には、基本的にアルコール度数の高い白酒（拼音: báijiǔ、バイジウ）を使う（紹興酒などの黄酒は、産地の浙江省や上海市周辺で用いられる程度）。乾杯用には、小さいグラス（“小酒杯”という）を用いる。飲んだ後で、相手に向けて杯を傾け底を見せたり、逆さにして、飲み干したことを示す習慣がある。ただし、「乾杯（gānbēi、ガンベイ）!」を発声した人が直後に「随意（suíyì、スゥイイー）」と言ったときには、飲み干さなくてもよい。宴席で乾杯を依頼されたときには、そう言ってあげると喜ばれることが多い。
円卓での宴会では、客側と招待側とが同数で交互になるように着席する（招待側の主人の反対側に客側の主賓が着席する）。乾杯は、招待側の要人が始め、次に客の主賓が行うというように、交互に、やや時間を空けて行うことが多い。当然、乾杯の前に簡単なスピーチが要求される。このとき、もし漢詩が詠めれば、尊敬される。
しかし、最近の北京では、乾杯に白酒を用いず、ワインやビールで行うようになってきている。
華僑系中国人の乾杯の音頭（広東語）は「飲勝（yam2sing3、ヤムスィン）」であり、一同がスィンの掛け声とともに盃を干す。

## 韓国
韓国では、目上の人よりも高い位置でグラスを合わせることは失礼とされる。また、乾杯のあとはグラスにあるものを飲み干さなければならない。またその際には、グラスに口を付けている所を見せないようにするため、横を向いて口元を手で覆い隠すとされる（韓国では、口を付けているのを見せて飲むのは無礼な行為とされている）。だが近年では、横は向くものの、口元を隠す所作はほとんど見られない。

## 欧米
欧米における乾杯は「○○に捧げる」（dedicate to 〇○）と唱えて行われることが多い。乾杯を捧げる対象は複数でもよく、真面目なものとユーモラスなものが織り交ぜられることもある。日本ではあまり行われていないが、乾杯する時に、相手や同席する人の目を見るのがマナーである。
アメリカの乾杯（Toast）はジョージア独立記念パーティの形式を踏襲したものと言われており、最初に主催者が美辞麗句を織り交ぜた基調演説をして場を盛り上げ、会食を通してのべ50回以上の乾杯を繰り返す。
乾杯が行われるようになった由来は諸説ある。
- 中世ヨーロッパにて、酒の席での毒殺が横行していたため、盃をお互いに飲み干すことで毒物が入っていないことを示した
- 強い衝撃でお互いの酒をお互いのグラスに飛ばしあい毒が入っていないことを証明しあう
- 古代ギリシャにて、酒の中に宿っている悪魔を追い払うために、悪魔はガラスがぶつかる音が苦手とされていたのでグラスを会わせて音を立てた

なお、イタリアのマフィアに自分達の血を赤ワインに混ぜ、乾杯する儀式がある。また、中世ヨーロッパではグラスを打ち合わせることはしなかったが、1552年にフランソワ・ラブレーがふざけて打ち鳴らしたことから広まった。

## 各言語における「乾杯」の掛け声
- 英語：チアーズ（Cheers）
- スコットランド：スランジーヴァ（Slangiva, Slaintheva）
- 中華圏：カンペイ（乾杯）
- 韓国：コンベ（건배=乾杯）
- 北朝鮮：チュッペ（축배=祝杯）
- イタリア：チン チン（Cin Cin）、プロージット（Prosit）、アッラ・サルーテ（Alla salute!）
- ドイツ：プロージット（Prosit）、プロースト（Prost）
- ギリシャ：スティン・イェアー・マス（Στην υγειά μας）
- スペイン：サルー（¡Salud!）
- デンマーク：スコール（Skal）
- ロシア：ザ・ズダローヴィエ（За здоровье）
- ブラジル：サゥーヂ（Saúde）
- フランス：サンテ（Santé !）、ア・ヴォートル・サンテ（À votre santé !）、チン・チン (Tchin-Tchin !)
- ポーランド：ナズドロウィ（Na Zdrowie）
- トルコ：シェレフェ（Sherefé）
- ベトナム：ヨー（dzô、前に「1,2,3（một, hai, ba）」のカウントダウンをつけることが多い）

## 記録
ギネス・ワールド・レコーズにおいて「同じ場所で1度の乾杯で同時に杯を上げた人数」の記録は2009年12月31日にポルトガルのイベントで達成された「26,564人」。その後2010年6月26日、明治神宮野球場で行なわれたプロ野球の試合時のイベントで「27,126人」を記録。ギネス側がこれを認定すれば世界記録となる。